# 29 محرم
- السبت
- الأحد
- الاثنين
- الثلاثاء
- الأربعاء
- الخميس
- الجمعة

- 306 يوليو 2024
- 17 يوليو 2024
- 28 يوليو 2024
- 39 يوليو 2024
- 410 يوليو 2024
- 511 يوليو 2024
- 612 يوليو 2024
- 713 يوليو 2024
- 814 يوليو 2024
- 915 يوليو 2024
- 1016 يوليو 2024
- 1117 يوليو 2024
- 1218 يوليو 2024
- 1319 يوليو 2024
- 1420 يوليو 2024
- 1521 يوليو 2024
- 1622 يوليو 2024
- 1723 يوليو 2024
- 1824 يوليو 2024
- 1925 يوليو 2024
- 2026 يوليو 2024
- 2127 يوليو 2024
- 2228 يوليو 2024
- 2329 يوليو 2024
- 2430 يوليو 2024
- 2531 يوليو 2024
- 261 أغسطس 2024
- 272 أغسطس 2024
- 283 أغسطس 2024
- 294 أغسطس 2024
- 15 أغسطس 2024
- 26 أغسطس 2024
- 37 أغسطس 2024
- 48 أغسطس 2024
- 59 أغسطس 2024

29 مُحرَّم أو 29 مُحرَّم الحرام أو يوم 29 \ 1 (اليوم التاسع والعشرين من الشهر الأوَّل) هو اليوم التاسع والعشرين من أيَّام السنة وفق التقويم الهجري القمري (العربي). يبقى بعده 325 أو 326 يومًا لانتهاء السنة.

## أحداث
- 1212هـ - اشتعال معركة شبراخيت بين المماليك وقوات الحملة الفرنسية أثناء غزوهم مصر بقيادة نابليون بونابرت.
- 1310هـ - صدور مجلة الأستاذ، وكان صاحب امتيازها عبد الله النديم خطيب الثورة العرابية.
- 1338هـ - اغتيال مبارك التوزونيني على يد وزيره بلقاسم النكادي بين الريصاني وأرفود.
- 1352هـ - الشعب التونسي يحتج على قرار المقيم العام الفرنسي إقامة مقبرة عامة للمسلمين والنصارى.
- 1361هـ - سقوط سنغافورة بيد اليابان، والجنرال البريطاني آرثر برسيفال يعلن استسلام 80,000 من قواته ليصبحوا أسرى حرب، وهو أكبر استسلام بريطاني في التاريخ وذلك أثناء الحرب العالمية الثانية.
- 1365هـ - ملك ألبانيا زغو الأول يتنازل عن العرش مع احتفاظه بحقه فيه ويبقى في الإسكندرية وذلك لعدم قدرته على العودة لبلاده التي سيطر عليها الشيوعيون.
- 1382هـ - الحكومة الجزائرية المؤقتة والحكومة الفرنسية تجريان استفتائًا بشأن استقلال الجزائر، وكانت النتيجة 97.3% لصالح الاستقلال.
- 1387هـ - تقديم الملاكم محمد علي كلاي للمحاكمة بتهمة التهرب من أداء الخدمة العسكرية في الجيش الأمريكي الذي كان يخوض حربًا في فيتنام.
- 1391هـ - إعلان مجيب الرحمن زعيم حزب رابطة عوامي الباكستاني الانفصال عن باكستان، بعد فوزه في الانتخابات البرلمانية التي أجريت في شوال 1390هـ.
- 1396هـ - محكمة إسرائيلية تقر بحق اليهود في الصلاة بساحات المسجد الأقصى في أي وقت يشاؤون من النهار، وذلك بعد أن برأت 40 يهوديًا اتهموا بالدخول عنوة داخل المسجد مرددين الأناشيد اليهودية مما تسبب في وقوع اشتباكات بينهم وبين المسلمين عند ساحات المسجد.
- 1398هـ - الحكومة الإسرائيلية تصوت لصالح ترسيخ الاستيطان في شبه جزيرة سيناء المحتلة.
- 1401هـ - افتتاح أول أكاديمية للطب العسكري في الشرق الأوسط وذلك في القاهرة.
- 1410هـ - ليبيا وتشاد توقعان على اتفاق ينهي النزاع الحدودي بينمها والمستمر منذ 16 عامًا على قطاع أوزو.
- 1412هـ - وزراء خارجية الدول الإسلامية يؤيدون في مؤتمرهم الذي عقد في إسطنبول بتركيا إبقاء الحصار على العراق.
- 1415هـ - قوات اليمن الشمالي أو كما تسمى بالقوات الحكومية تدخل مدينة عدن عاصمة الشطر الجنوبي في المرحلة الأخيرة من الحرب الأهلية والتي كانت تهدف إلى إلغاء الوحدة بين الشطرين.
- 1416هـ - ولي عهد دولة قطر الشيخ حمد بن خليفة آل ثاني يقوم بانقلاب سلمي على والده الشيخ خليفة بن حمد آل ثاني ويتولى الحكم.
- 1431هـ - محكمة عراقية تصدر حكمًا بالإعدام على 11 عراقي بتهمة تخطيط وتنفيذ تفجيرات في بغداد قبل نحو 5 شهور.
- 1437هـ - مجلس الوُزراء التُركي يُعيد تعيين الشيخ مُحمَّد غورمز رئيسًا لِلشُؤون الدينيَّة في تُركيا.
- 1439هـ -
  - وُقُوع هُجوم على قوَّات أمنٍ مصريَّة في طريق الواحات في محافظة الجيزة أدَّى إلى مقتل ما بين 16 و54 عنصر أمن، وإصابة 15 شخصًا من المُهاجمين الذين رُجِّح انتمائهم لِتنظيم داعش - ولاية سيناء.
  - هُجومان انتحارِيَّان استَهدَفا مَسجدَين في ولايتي كابول وغور الأفغانيتين أدَّيا إلى مَقتل 76 شخصًا وإصابة 65 آخرين، تبنّى تنظيمُ داعش إحدَیهما.

## مواليد
- 1334هـ - عبد الغني النجدي، ممثل مصري.
- 1354هـ - فيصل الثاني، ملك المملكة العراقية.
- 1361هـ - عبد الله مشرف، ممثل مصري.
- 1362هـ - شويكار خليفة، كاتبة مصرية.
- 1382هـ - سلمى عليا كاواف، سياسية تركية.
- 1391هـ - نعيمة الحاي، إعلامية كويتية.

## وفيات
- 898هـ - عبد الرحمن الجامي، شاعر فارسي.
- 1338هـ - مبارك التوزونيني، ثائر مغربي على الاستعمار الفرنسي.
- 1367هـ - هدى شعراوي، ناشطة مصرية في مجالي الاستقلال الوطني والنشاط النسوي.
- 1378هـ - محمود أبو الفتح، صحفي مصري وأول نقيب للصحفيين المصريين.
- 1426هـ - شوقي ضيف، رئيس مجمع اللغة العربية بالقاهرة واتحاد المجامع اللغوية العربية.
- 1427هـ - أبو بكر عزت، ممثل مصري.
- 1432هـ -
  - نهاد شريف، روائي مصري.
  - أحمد اليماني، قائد فلسطيني.
  - علي رضا بهلوي، نجل شاه إيران محمد رضا بهلوي.
  - محمد البوعزيزي، شاب تونسي أشعل الثورة التونسية ضد حكم الرئيس زين العابدين بن علي.
- 1435هـ - سليم كلاس، ممثل سوري.

## وصلات خارجية
- موقع قصة الإسلام: حدث في شهر محرم.